# Riverview (Oregon, Umatilla megye)
Riverview az Amerikai Egyesült Államok Oregon államának Umatilla megyéjében, a U.S. Route 730 közelében elhelyezkedő kísértetváros.
Egykor érintette a Union Pacific Railroad vasútvonala.

## Fordítás
- Ez a szócikk részben vagy egészben  a   Riverview, Umatilla County, Oregon című angol Wikipédia-szócikk ezen változatának fordításán alapul.  Az eredeti cikk szerkesztőit annak laptörténete sorolja fel. Ez a jelzés csupán a megfogalmazás eredetét és a szerzői jogokat jelzi, nem szolgál a cikkben szereplő információk forrásmegjelöléseként.